# Dukász Péter
Dukász Péter (Nagyvárad, 1954. május 11. – Temesvár, 2015. május 9.) erdélyi magyar színész, a temesvári Csiky Gergely Állami Magyar Színház tagja, Dukász Anna színésznő fia.

## Életpályája
Eredetileg mérnöknek készült, de végül színész lett. 1978-ban végzett a marosvásárhelyi Szentgyörgyi István Színművészeti Főiskola színész szakán. Nemcsak színészként, de rendezőként is tevékenykedett több magyar nyelvű színházi intézményben, azonban élete nagy részét a temesvári magyar színházban töltötte, ahol színész, rendező és társigazgató is volt. Temesváron Peter Usztinov Az ismeretlen katona és felesége című darabjában kezdte színészkedését.
Főbb szerepei közé tartozik a Tóték őrnagya, Sanyi bácsi a Devianciában és Spiró György darabjának, a Prahnak a férfi szerepe. Szerepelt filmekben is.
1989 után közéleti szereplést is vállalt, 1991–1994 között az RMDSZ Temes megyei szervezetének elnöke volt, 1992–2000 között pedig képviselőként dolgozott a városi önkormányzatban.

## Főbb szerepei
A Színházi adattárban regisztrált bemutatóinak száma 67.

### Színpadi szerepei
- Abdessamad, Chamseddine - Wajdi Mouawad: Futótűz, rendező: Radu-Alexandru Nica (2014)
- Rendőr - Oleg és Vlagyimir Presznyakov: Özönvíz előtt, rendező: Szabó Máté (2012)
- Tábornok - Sławomir Mrożek: Rendőrség, rendező: Hernyák György (2012)
- Admirális - Thomas Bernhard: Immanuel Kant, rendező: Alexandru Colpacci (2011)
- Sanyi bácsi - Németh Ákos: Deviancia, rendező: Németh Ákos (2011)
- Férfi - Spiró György: Prah, rendező: László Sándor (2010)
- Egy olasz - Anavi Ádám: Második Matyi, rendező: Dukász Péter (2009)
- Blaha - Kerényi Ferenc: A nemzet csalogánya, rendező: Mátyás Zsolt Imre (2008)
- Don Quijote - Cervantes: Don Quijote, rendező: Vadas László m.v. (2008)
- Patikus - Szép Ernő: Patika, rendező: Patkó Éva m.v. (2007)
- Asztrik - Szörényi Levente-Bródy János: István, a király, rendező: Vas-Zoltán Iván (2007)
- Mosolygó Menyhért - Csiky Gergely: Ingyenélők, rendező: Török Viola (2006)
- Lear - William Shakespeare: Lear = C+R+G, rendező: Patkó Éva (2006)
- Danilo - Maxim Gorkij-Csemer-Sicoe: A cigánytábor, rendező: Beatrice Rancea (2004)
- ... - Rejtő Jenő: A Repedt Gonghoz (Az egyiknek sikerül, a másiknak nem), rendező: Demeter András (2001)
- ... - Rejtő Jenő: A Repedt Gonghoz (Egy csésze teára), rendező: Demeter András (2001)
- Őrnagy - Örkény István: Tóték, rendező: Tóth Miklós (1999)
- Alfieri - Arthur Miller: Pillantás a hídról, rendező: Meczner János (1996)
- Tudós - Vörösmarty Mihály: Csongor és Tünde, rendező: Merő Béla (1996)
- Lovas László - Csurka István: Nagytakarítás, rendező: Miszlay István (1992)
- Sándor - Herczeg Ferenc: Kék róka, rendező: Kovács Levente (1991)
- Edgar A. Poe: Az áruló szív, rendező: Dukász Péter (2002)
- Niccolo - Matei Vişniec: Bohóc Kerestetik, rendező: Sabin Popescu, (Temesvári Nemzeti Színház)
- Öreg Gobbo - William Shakespeare: A velencei kalmár, rendező: Sabin Popescu, (Temesvári Nemzeti Színház)
- Gabriel de Beaumont - Rodolf Sirera: Színház és méreg, 2009/2010, rendező: Tapasztó Ernő, Aradi Kamaraszínház (a nagyváradi Theatron Egyesület - Varázshegy Színházi Műhely együttműködésével)

### Filmszerepei
- Páciens - La soluzione migliore, román-olasz koprodukció, 2009, rendező: Luca Mazzieri
- Visszatérés, román-magyar koprodukció, 2009, rendező: Elek Judit

### Rendezései
- Tűnő korok kórtünetek (esztrádműsor), 1985
- Tudor Popescu: Romantikus lélek, 1987, Klein Magadalenával közösen
- Halász-Békeffi-Eisemann: Egy csók és más semmi, 1988
- Aurel Baranga: Szicíliai védelem, 1989
- S. Mrožek: Tangó, 1993, Laurian Onigával közösen
- E. A. Poe: Az áruló szív, 2002
- Heltai Jenő: Úri menazséria, 2004
- Heltai Jenő: Úri jog, 2005
- Nekem élet a színház - Ferenczy Annamária zenés pódiumműsora, 2006
- Anavi Ádám: Második Matyi, 2008/2009

## Díjai
- Pro Cultura Timisiensis-díj,  2005